# Hippasa funerea
Hippasa funerea är en spindelart som beskrevs av Roger de Lessert 1925. Hippasa funerea ingår i släktet Hippasa och familjen vargspindlar. Inga underarter finns listade i Catalogue of Life.